# Simulium bannaense
Simulium bannaense är en tvåvingeart som beskrevs av Chen och Zhang 2003. Simulium bannaense ingår i släktet Simulium och familjen knott. Inga underarter finns listade i Catalogue of Life.